# متلازمة واترهاوس فرديريكسن
متلازمة واترهاوس فرديريكسن أو التهاب الكظر النزيفي أو المكورات السحائية الخاطفة، وتعرف بأنها فشل الغدة الكظرية بسبب نزيف في الغدد الكظرية، الناجم عن عدوى بكتيرية، أو نادرا فيروسية، شديدة، الأكثر شيوعاً هي النيسرية المكورة السحائية.
العدوى البكتيرية تؤدي إلى النزف الهائل في واحدة، أو عادة، كلا الغدد الكظرية. ويتميز بإنتان الدم بالمكورات السحائية الناتج عن عدوى بكتيرية ساحقة، التي تؤدي إلى غزو الدم الجسيم، وفشل العضو، والغيبوبة، وانخفاض ضغط الدم، والصدمة، والتخثر المنتثر داخل الأوعية (DIC) مع بقع جلدية أرجوانية اللون واسعة الانتشار، مما يطور قصور قشرة الكظر والموت بشكل سريع.

## العلامات والأعراض
متلازمة ووترهاوس-فريدريكسن هي الشكل الأكثر حدة من تسمم الدم بالمكورات السحائية، بداية المرض غير محددة مع حمى وقشعريرة حادة وتقيؤ وصداع. وبسرعة يظهر طفح جلدي البقعي الأول، لا يختلف كثيراً عن بقع التيفود الوردية، ويتحول بسرعة إلى حبري وأرجواني مع لون رمادي داكن. ضغط الدم المنخفض هوالسائد ويؤدي إلى الصدمة الإنتانية بسرعة، وازرقاق الأطراف يمكن أن يكون مؤثراً والمريض منبطح كثيراً أو في غيبوبة. في هذا الشكل من مرض المكورات السحائية، التهاب السحايا عادة لا يحدث. هنالك نقص السكر في الدم مع نقص صوديوم الدم وفرط بوتاسيوم الدم، واختبار تحفيز الهرمون الموجه لقشر الكظر لتوضيح فشل الغدة الكظرية الحاد. كثرة الكريات البيض ليس من الضروري أن تكون إلى أقصى حد وفي الواقع يمكن رؤية نقص في الكريات البيض بالإضافة إليها، وهي إشارة إنذارية ضعيفة للغاية. مستويات البروتين المتفاعل C يمكن أن تكون مرتفعة أو عادية تقريبا. قلة الصفيحات تكون أحياناً في أقصى حد، مع تغيير في وقت البروثرومبين (PT) والوقت الجزئي للثرومبوبلاستين (PTT) ، كل ذلك يشير إلى التخثر المنتثر داخل الأوعية (DIC). الحماض وقصور الكلى الحاد يمكن رؤيتهما في أي تسمم شديد. المكورات السحائية يمكن عمل زراعة لها بسهولة من الدم أو السائل الدماغي الوعائي، ويمكن في بعض الأحيان أن نجدها عن طريق إجراء مسحة لجرح في الجلد. ويعتبرصعوبة البلع، وضمور اللسان، والشقوق في زوايا الفم من السمات المميزة أيضاً.

## الأسباب
أنواع متعددة من البكتيريا يمكن أن ترتبط بالمتلازمة:
- المكورة السحائية وهو تعبير آخر عن الأنواع البكتيرية النيسرية السحائية؛ عدوى الدم مع هذه البكتيريا تبطن عادة هذه المتلازمة.، في حين أن العديد من العوامل المعدية يمكن أن تصيب الغدد الكظرية، العدوى الانتقائية الحادة عادة هي المكورة السحائية.
- الزائفة الزنجارية يمكن أن تتسبب بهذه المتلازمة أيضاً.
- متلازمة ووترهاوس-فريدريكسن يمكن أن تسببها أيضاً عدوى العقدية الرئوية، البكتيريا الممرضة الشائعة التي ترتبط عادة مع التهاب السحايا عند البالغين والمسنين.[4]
- المتفطرة السلية يمكن أن تتسبب أيضاً بهذه المتلازمة، غزو السل في الغدد الكظرية يمكن أن يسبب النزيف التدميري للغدد ونقص القشرانيات المعدني.( وهي أي مجموعة من الهرمونات المنشطة التي تفرزها قشرة الغدة الكظرية) [3]
- المكورات العنقودية الذهبية في الآونة الأخيرة أيضا وجدت عند الأطفال في هذه المتلازمة.[5]
- يمكن أيضاً أن ترتبط بالمستدمية النزلية.[6][7]

ويمكن أيضا أن تكون الفيروسات متورطة أيضا في مشاكل الغدة الكظرية:
- الفيروس المضخم للخلايا يمكن أن يسبب قصور الغدة الكظرية،[8] وخاصة في منقوصي المناعة.
- عدوى فيروس الايبولا قد تؤدي أيضا إلى فشل الغدة الكظرية الحاد المماثل.

## الوقاية
التطعيم الروتيني ضد المكورات السحائية ينصح به من قبل مراكز السيطرة على الأمراض والوقاية منها، لجميع الذين تتراوح أعمارهم بين 11-18 سنة والأشخاص الذين لديهم ضعف في وظيفة الطحال، على سبيل المثال، تم إزالة الطحال لديهم أو الذين لديهم داء الخلية المنجلية الذي يضر الطحال، أو الذين لديهم بعض الاضطرابات المناعية، مثل عوز المتممة.

## العلاج
انتان الدم بالمكورات السحائية الخاطف يعتبر حالة طبية طارئة، ويحتاج إلى علاج بالمضادات الحيوية المناسبة في أسرع وقت ممكن. ((Benzylpenicillin مع (chloramphenicol) كان الدواء المختار كبديل جيد لكل للمرضى الذين يعانون من الحساسية. ((Ceftriaxoneهو مضاد حيوي يستخدم بشكل شائع اليوم. ((Hydrocortisoneيمكن في بعض الأحيان عكس صدمة قصور الغدة الكظرية. أحيانا هناك حاجة إلى الجراحة التجميلية وعملية زرع أنسجة جلدية للتعامل مع نخر الأنسجة.

## تاريخياً
سميت متلازمة ووترهاوس-فريدريكسن نسبة إلى Rupert Waterhouse (1873–1958)، وهو طبيب إنجليزي، وCarl Friderichsen(1886-1979)، وهو طبيب أطفال دنماركي، كتب أوراق بحث عن المتلازمة التي تم وصفها قبل قليل.

## روابط خارجية
- Whonamedit.com page on the eponym